# Vanbinnen
Vanbinnen is een nummer van de Belgische band Clouseau uit 2004. Het is de eerste single van hun gelijknamige veertiende studioalbum.
De boodschap van het nummer is dat echte schoonheid vanbinnen zit. Het nummer werd een enorme hit in Vlaanderen; het haalde 2e positie in de Vlaamse Ultratop 50.